# عبد العزيز الزهراني
عبد العزيز الزهراني من قارئي القرآن الكريم ومن أئمة المساجد في المملكة العربية السعودية، اسمه عبد العزيز بن صالح بن أحمد بن محمد الزهراني، كان يعمل إماما وخطيبا لجامع الراجحي بمكة سابقا و الآن في جامع خادم الحرمين الشريفين الملك فهد بجدة بحي الشاطئ، وإمام صلاة التراويح المكلف بجامع الملك فهد بمدينة جدة. للزهراني تسجيلات عديدة من تلاوات التروايح و تسجيلات مرئية للصلوات.

## وصلات خارجية
- مصحف الشيخ عبد الرحمن حسن مرتع في موقع إسلام ويب
- مصحف الشيخ عبد الرحمن حسن مرتع في موقع ام بي ثري قران
- مصحف الشيخ عبد الرحمن حسن مرتع في موقع فور قران